# Сен Маритим
Сен Маритим (на френски: Seine-Maritime, „Приморска Сена“) е департамент в регион Нормандия, северна Франция. Образуван е през 1790 година от североизточните части на дотогавашната провинция Нормандия. Площта му е 6278 km², а населението – 1 260 189 души (2016). Административен център е град Руан.